# Catena
Catena AB är ett börsnoterat fastighetsbolag som genom samarbete och på ett hållbart sätt utvecklar, äger och förvaltar effektiva logistikanläggningar. Catena verkar i fem regioner, Göteborg, Helsingborg, Jönköping, Malmö och Stockholm. 
Totalt har Catena fler än 100 logistikanläggningar i Sverige och Danmark. Fastighetsbeståndet omfattar terminaler, logistiklager, distributionslager, anläggningar för citylogistik och olika typer av omnianläggningar. 
Catena-aktien handlas på Nasdaq Stockholm, LargeCap.

## Historik

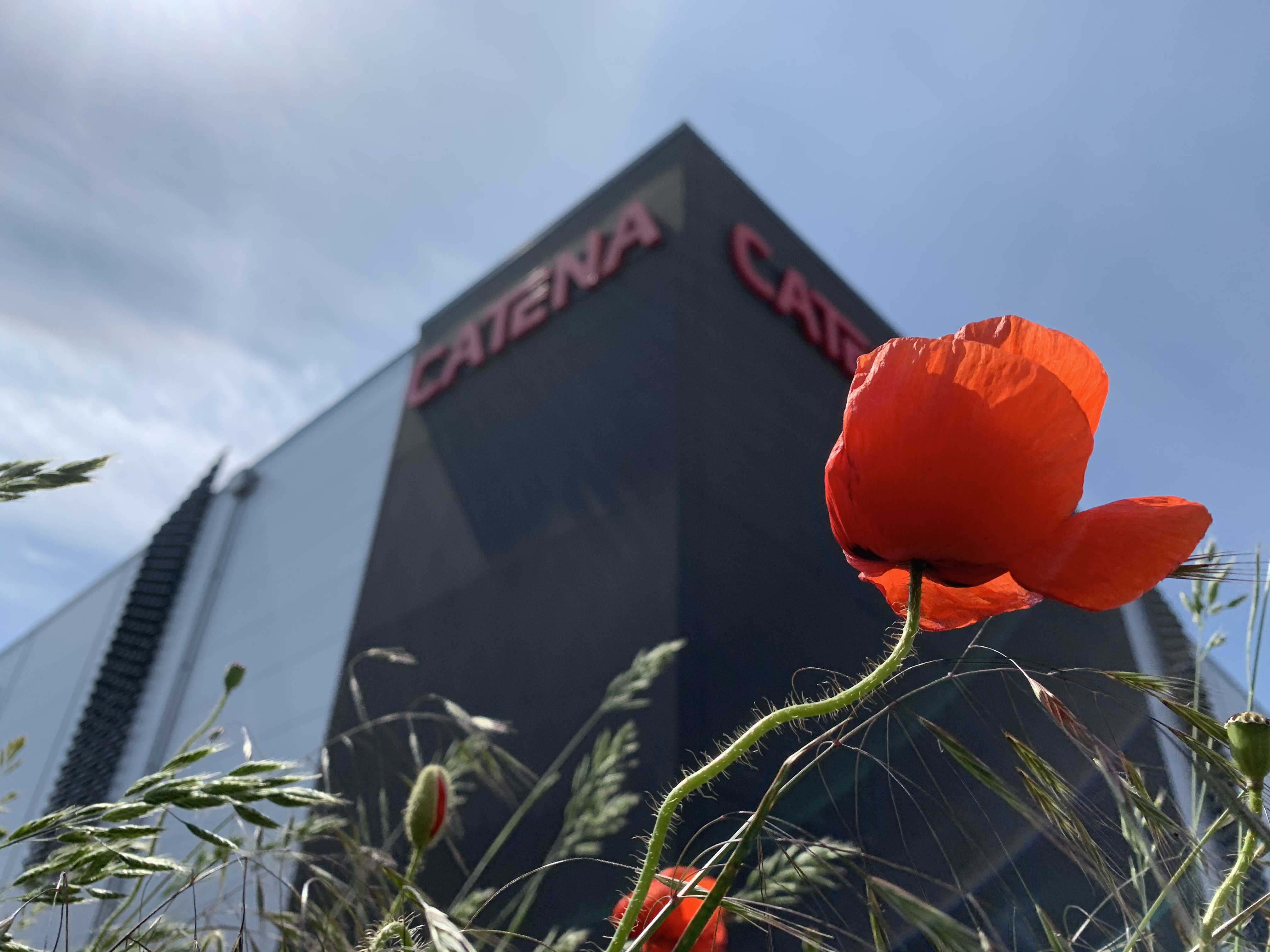
Multihyresgästlager på Logistikposition Sunnanå

Catenas historia börjar 1967 då Volvo bildade AB Volvator för att strukturera om sitt återförsäljarnät. Företaget namnändrades till AB Catena i samband med börsintroduktionen 1984 då Volvo minskade sin ägarandel till 40%. Därefter expanderade företaget inom områden som finans, handel och fastigheter. 1994 inleddes en renodling av verksamheten till fordonsdistribution och det mesta av verksamheten utanför kärnaffären såldes. 1997 namnändrades AB Catena till Bilia. Utvecklingen av fastighetsbeståndet skedde successivt, 2005 ägde Bilia (genom Catena) 34 fastigheter med ett marknadsvärde av 2 020 Mkr. 
Den 19 april 2006 beslutade Bilias bolagsstämma att knoppa av Catena, som sedan började handlas på börsen den 26 april 2006.
Under 2010 beslöts vid extra bolagsstämma att ändra verksamhetens inriktning och avyttra samtliga tillgångar utom två sammanhängande fastigheter i Solna som av styrelsen bedömdes ha stor utvecklingspotential. I samband med ordinarie årsstämma 2011 avgick VD Peter Hallgren efter tretton år och ersattes av Andreas Philipson. År 2013 förvärvades Brinova Logistik AB med ett bestånd av 43 logistik- och lagerfastigheter med en uthyrningsbar area om 655 000 kvm och Catena blev en av landets största ägare av logistikfastigheter. Gustaf Hermelin, tidigare Klövern AB, tillträdde som VD. 2015 köpte Catena Klöverns samtliga aktier i Tribona och lämnade ett uppköpserbjudande till resterande aktieägare. När Tribona gick upp i Catena ökade fastighetsbeståndet från ca 0,8 till 1,5 miljoner kvadratmeter. 2017 tillträdde ny VD, Benny Thögersen. Catena förvärvade fem fastigheter från Kilenkrysset och vann "Årets logistiketablering" för Boozt Fashion AB anläggning vid E-city Engelholm. Under 2018 förvärvades bland annat en logistikfastighet i Morgongåva med Apotea som hyresgäst. Catena investerade i Järna 2019 och samma år gick Catena in som arenasponsor till Rögle BKs hemmaarena, Catena Arena). 2020 tillträdde Jörgen Eriksson som VD.